# Commission des recours des militaires
Pour les articles homonymes, voir CRM.
En France, une loi de 2000 prévoit que les recours contentieux formés par les fonctionnaires civils et militaires à l'encontre d'actes relatifs à leur situation personnelle sont, à l'exception de ceux concernant leur recrutement ou l'exercice du pouvoir disciplinaire, précédés d'un recours administratif préalable exercé dans des conditions fixées par décret en Conseil d’État. On parle alors de recours administratif préalable obligatoire (RAPO).
Créée par le décret no 2001-407 du 7 mai 2001 organisant la procédure de recours administratif préalable aux recours contentieux formés à l’encontre d’actes relatifs à la situation personnelle des militaires, la commission des recours des militaires (CRM) est l’organisme chargé de ce pré contentieux pour les militaires qui doivent la saisir avant tout recours contentieux devant le juge administratif.
Cette commission a son siège à Paris.

## Généralités[3]
Placée auprès du ministre des armées, la CRM est une commission administrative chargée d’examiner les recours formés par les militaires à l’encontre d’actes administratifs relatifs à leur situation personnelle, à l’exception de ceux :
- qui concernant le recrutement du militaire ou l'exercice du pouvoir disciplinaire ;
- qui sont pris en application du code des pensions militaires d'invalidité et des victimes de la guerre et du code des pensions civiles et militaires de retraite ;
- qui portent sur la comptabilité publique.

## Fonctionnement de la procédure[4]
La CRM siège une ou deux fois par mois, sauf en août .
Un rapporteur général, magistrat administratif depuis 2005, répartit les dossiers entre les rapporteurs chargés de l'examen des recours. Les rapporteurs (qui sont quasiment tous des officiers, sauf un ) examinent les recours dans un esprit d'indépendance, de neutralité et d'impartialité, sur le modèle du rapporteur public dans une juridiction administrative (ex commissaire du gouvernement).
Dans l'exercice de leur mission, ils procèdent à toute mesure utile à cette étude et peuvent notamment solliciter des compléments d'information tant auprès des requérants qu'auprès des administrations. 

L'examen du recours consiste à réunir les éléments de fait et de droit caractérisant le recours pour les présenter à la commission. 

Une fois l'étude achevée, le rapporteur transmet le dossier au rapporteur général qui vérifie si l'affaire est en état d'être présentée devant la commission et le transmet au président de la commission pour inscription à l'ordre du jour.
Les membres de la commission, à partir de ces informations, débattent du problème posé par le recours. Les débats sont couverts par le secret des délibérations et ne font pas l'objet d'un procès-verbal. Au terme des débats, le président fait voter les membres concernés.
Ce vote constitue l'avis de la commission qui est transmis par le président au cabinet du ministre compétent ou, le cas échéant, des ministres conjointement compétents.
La décision ministérielle n'est pas liée par l'avis proposé par la commission et clôt le recours administratif préalable en se substituant à la décision initiale contestée.

## Composition[5]
Depuis la création de la C.R.M., le poste de président a toujours été tenu par un contrôleur général des armées.   
La fonction de rapporteur général de la C.R.M. est tenu depuis septembre 2005 par un magistrat administratif. Auparavant, la fonction était assurée un attaché  " ancien " du Ministère de la Défense, docteur en droit, ancien chef de bureau-adjoint du contentieux militaire au sein de la Direction des affaires juridiques. Le rapporteur général actuel est Olivier Huguen, premier conseiller du corps des magistrats des tribunaux administratifs et cours administratives d'appel.   
Le premier président fut dès sa conception de septembre 2001 et ce jusqu'en juillet 2005 le contrôleur général Gérard Delbauffe, ancien directeur du Service d'information et de relations publiques des Armées, ancien chargé de mission aux commémorations au Cabinet du Ministre de la Défense, en 1994 et 1995. Le second fut le contrôleur général Bernard Sandras de juillet 2005 et ce jusqu'en février 2008. Le troisième fut le contrôleur général Gilles Grollemund, entre 2008 et 2012. Pour une courte période, entre 2012 et 2013, son successeur  fut le contrôleur général Rebmeister, ancien directeur-adjoint du Cabinet Civil et Militaire du Ministre de la Défense en 2004-2005 et qui fut ensuite après son départ nommé chef du Contrôle Général des Armées.    
Le président de la CRM a été ensuite le contrôleur général des armées Michel Patenôtre, nommé en août 2013 et qui a assumé son rôle jusqu'en octobre 2017. En octobre 2017, il fut remplacé pour deux ans par un autre contrôleur général des armées, M. Seguin. En octobre 2019, François Caroulle, lui aussi contrôleur général des armées, a été nommé pour deux ans  à la tête  de cette structure  particulière de médiation qu'est la C.R.M..En octobre 2022 lui a succédé le contrôleur général des armées Dominique Bonnet.    
La commission comprend 7 membres :
- le président, officier général de la 1re section en activité ;

- quatre membres permanents, officiers généraux appartenant aux trois armées (Terre, Marine et Air) et à la gendarmerie nationale ;

- le directeur des ressources humaines du ministère de la défense (ou son représentant) ou un représentant du ministre de l'intérieur pour les recours du personnel militaire de la gendarmerie nationale ;

- un officier général représentant l'armée ou la formation rattachée à laquelle appartient le requérant. 12 officiers sont nommés à ce titre (Armée de Terre, Marine Nationale, Armée de l'Air, Gendarmerie Nationale, Service du commissariat des armées, Service de Santé des armées, Direction Générale de l'Armement, Contrôle général des armées, Service d'infrastructure de la défense, Service de l'énergie opérationnelle, Affaires pénales militaires et Affaires maritimes) et sont convoqués en fonction de l'ordre du jour de la commission.

Chaque membre titulaire est assisté d’un membre suppléant. Les membres sont nommés par arrêté du ministre concerné pour une durée de 2 ans et ne peuvent pas effectuer plus de 3 mandats successifs.

## Statistiques des dossiers traités[8]
La moyenne est d'environ 2500 recours par an en moyenne, stable depuis 2019 (2503 recours en 2022).
Par exemple, les divers avis émis par la commission, en 2009, ont été les suivants :
- Agréments : 20,7 % ; 
  - dont Agréments partiels : 6,5 % ;
- Rejets : 84,7 % .

Chaque année, est publié un rapport annuel d'activités qui est notamment destiné aux ministre des Armées, de l'Intérieur et de la Mer, ainsi qu'aux hautes autorités militaires. De plus, un exemplaire de ce rapport est remis aux membres de la Commission et aux rapporteurs .
Ce rapport ne fait pas partie des rapports publics faisant l'objet d'une publication aux " Documents Administratifs" des Journaux Officiels. 

## Comparaison avec le RAPO des fonctionnaires
Le ministère des armées a  mis en application la loi n°2000-597 du 30 juin 2000, pour les personnels militaires, avec le fonctionnement effectif de la C.R.M. à compter du 1er septembre 2001, installée alors dans un bâtiment du fort de Vanves (sur la commune de Malakoff) et qui a été transférée ensuite après 2015 au sein du fort de Montrouge situé sur la commune d'Arcueil. 
Tel ne fut pas le cas pour tous les autres ministères et les agents civils de l'Etat. 
Une étude de 2008 du Conseil d’Etat le rappela et ce dernier fit plusieurs propositions en ce sens. 
Il a fallu attendre une loi de 2011, la loi 2011-525 du 17 mai 2011, puis le décret n° 2012- 765 du 10 mai 2012 et enfin la circulaire du 5 octobre 2012 émanant de la D.G.A.F.P. pour qu’un tel dispositif soit mis en place. Néanmoins, celui-ci ne concerne pour l’instant que certains ministères ou structures (Secrétariat Général du Gouvernement, Justice, Education nationale notamment) et seulement à titre expérimental pour une durée de trois ans.